# Pölbitz
Pölbitz ist ein Stadtteil von Zwickau, das seit 2008 Kreisstadt des Landkreises Zwickau im Freistaat Sachsen ist. Bereits am 1. Januar 1895 wurde die bis dahin selbstständige Gemeinde in die Stadt Zwickau eingemeindet. Im 21. Jahrhundert gehört Pölbitz zum Stadtbezirk Nord und hat die amtliche Nummer 31.

## Geografische Lage

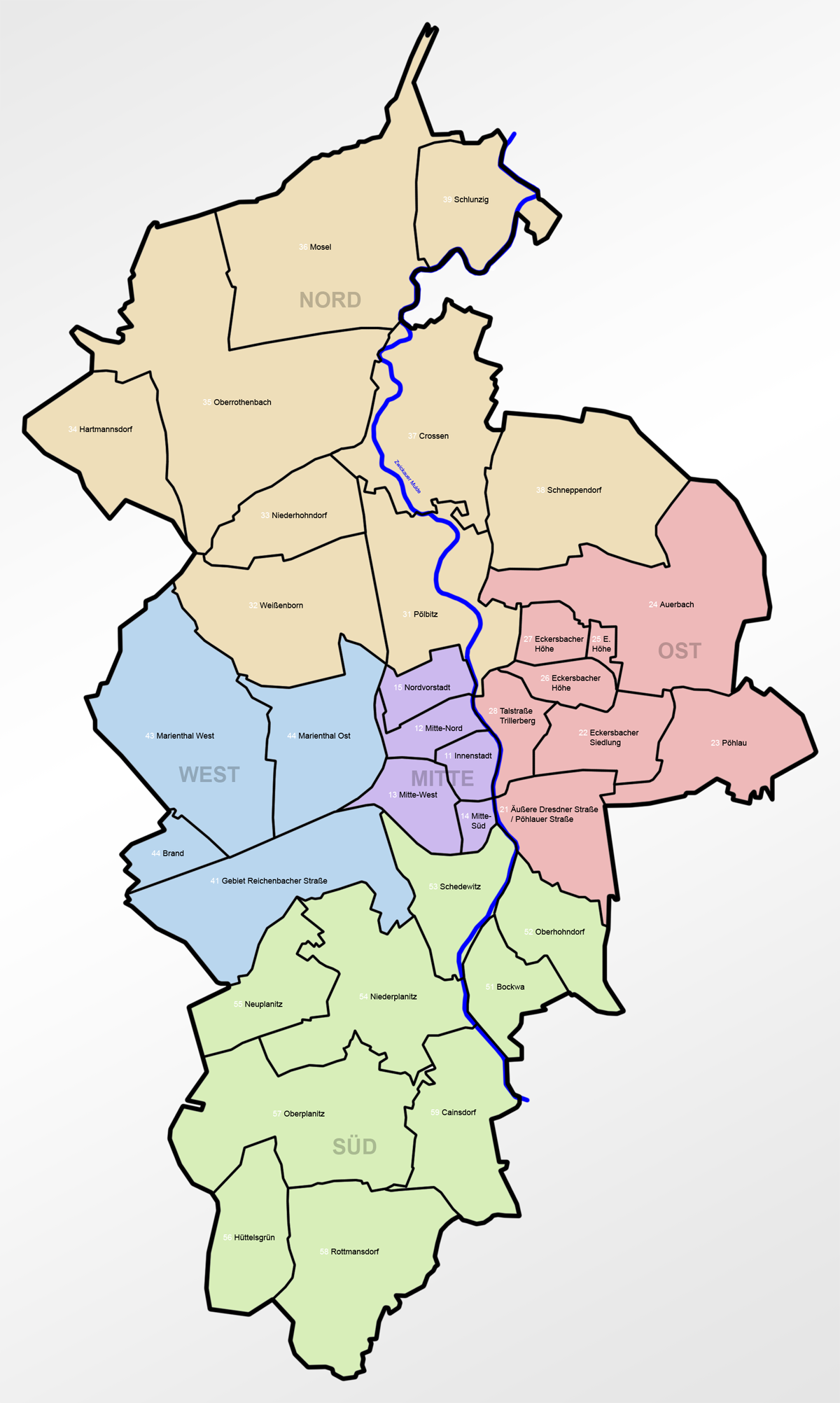
Stadtbezirke und Stadtteile von Zwickau

Pölbitz liegt nördlich des Stadtzentrums. Durch den Stadtteil fließt die Zwickauer Mulde. Angrenzende Stadtteile sind Weißenborn im Westen, Niederhohndorf im Nordwesten, Crossen im Norden, Schneppendorf im Nordosten, Auerbach und Eckersbach im Osten und die Nordvorstadt im Süden.

## Geschichte

### Ort Pölbitz
Pölbitz wurde erstmals im Jahr 1219 urkundlich erwähnt. Der Ort kam 1350 in den Besitz der Stadt Zwickau. Bereits um 1378 gehörte Pölbitz zur Vogtei Zwickau. Nach der Reformation unterstand es zwischen 1553 und 1856 dem kursächsischen bzw. königlich-sächsischen Amt Zwickau. Im Jahr 1856 kam Pölbitz zum Gerichtsamt Zwickau und 1875 zur Amtshauptmannschaft Zwickau.

### 19. bis 21. Jahrhundert
Am 1. Januar 1895 gelangte Pölbitz mit rund 2000 Einwohnern zur Stadt Zwickau. Am 1. April des gleichen Jahres wurde der Haltepunkt Pölbitz an der Bahnstrecke Dresden–Werdau eröffnet. Durch die 1907 erfolgte Ausgliederung der Stadt Zwickau aus der Amtshauptmannschaft Zwickau gehörte Pölbitz nun als Stadtteil zur kreisfreien Stadt Zwickau. Infolge der Industrialisierung wuchs die Bevölkerungszahl von Pölbitz ab der Mitte des 19. Jahrhunderts stark an. In Fortführung der Beucheltschen Brauerei bildete sich am 23. Mai 1868 die Actien-Bierbrauerei zu Pölbitz, die später unter dem Namen Sächsische Union-Brauerei AG bekannt wurde. Erwähnenswert ist die Eröffnung des Konzert- und Ballhauses Neue Welt mit Parkanlage im Jugendstil an der Leipziger Straße im Jahr 1903, die Einrichtung galt zu dieser Zeit als größter Terrassensaal Westsachsens.
In der DDR-Zeit, zwischen 1950 und 1970 entstanden im Bereich der Franz-Mehring-Straße zahlreiche Neubauten zu Wohnzwecken.
Nach 1989 wurden zahlreiche Industrieflächen durch Abbruch und anschließender Neubebauung umgenutzt. Die Pölbitzer Brücke über die Zwickauer Mulde wurde im Jahr 2006 neu gebaut.
Die Werkhallen einer ehemaligen Wollspinnerei in Pölbitz (metaWerk) wurden zu einer Kunst- und Kulturhalle umgenutzt. Am 10. April 2025 eröffnete hier die Ausstellung Sonnensucher! Kunst und Bergbau der Wismut, die aus dem Besitz der Wismut-Stiftung rund 300 Kunstwerke zum Thema Uranabbau zeigt. Weil bis Ende Juni schon rund 6000 Besucher gezählt wurden, verlängerten die Macher die Schau nun bis 26. Oktober 2025.

### Automobilbau in Pölbitz
Im Jahr 1904 verlagerte Dr.-Ing. h. c. August Horch sein Unternehmen von Reichenbach im Vogtland nach Zwickau, wo es am 10. Mai als A. Horch & Cie. Motorwagenwerke Actiengesellschaft in das Handelsregister eingetragen wurde. Der Standort war in der heutigen Audistraße im Stadtteil Pölbitz. Nachdem August Horch im Jahr 1909 wegen Streitigkeiten mit dem Finanzvorstand die Horch AG verlassen musste, gründete er mit seinen befreundeten Investoren Paul Fikentscher und dessen Neffen Franz in Sichtweite der Zwickauer Horch-Werke in der Lessingstr. 51 ein zweites Unternehmen, welches als August Horch Automobilwerke GmbH am 16. Juli 1909 ins Handelsregister der Stadt Zwickau eingetragen wurde. Daraufhin kam es mit seinem vormaligen Unternehmen wegen des Markennamens Horch zum Rechtsstreit, den August Horch in letzter Instanz vor dem Reichsgericht in Leipzig verlor. Ein Sohn Franz Fikentschers erfand als Konsequenz aus dem Rechtsstreit den Markennamen „Audi“; das ist die Übersetzung des Imperativs „horch!“ (audi = höre! = horch!) ins Lateinische. Am 25. April 1910 wurde das Unternehmen in Audi Automobilwerke GmbH umbenannt und 1915 zur Audiwerke AG Zwickau umgewandelt. Nach 1932 erfolgten der Gründung der Auto Union AG in Chemnitz kam es 1933 zur Gründung der Rennabteilung der Auto Union in den Pölbitzer Horch-Werken.
Im Zweiten Weltkrieg kam es zur Bombardierung der Bahn- und Industrieanlagen in Pölbitz. Nach 1945 wurden die Automobilwerke als Reparationsleistung demontiert. Die in Zwickau-Pölbitz befindlichen beiden Werke der Auto Union wurden im Juni 1948 nach Volksentscheid zwangsenteignet. Dabei entstanden in Pölbitz aus den Werken folgende Volkseigene Betriebe (VEB):
- Audi wurde zum VEB Kraftfahrzeugwerk Audi Zwickau und später zum VEB Automobilwerk Zwickau (AWZ)
- Aus Horch wurde der VEB Horch Kraftfahrzeug- und Motorenwerke Zwickau als Betrieb im Industrieverband Fahrzeugbau (IFA) und daraus 1957 der VEB Sachsenring Kraftfahrzeug- und Motorenwerke Zwickau.

Auf Beschluss des SED-Ministerrates wurden am 1. Mai 1958 die beiden Volkseigenen Betriebe Automobilwerk Zwickau und Sachsenring Kraftfahrzeug- und Motorenwerke zum VEB Sachsenring Automobilwerke Zwickau vereinigt. Dies wurde notwendig, um die angestrebten Produktionszahlen des neuen Volksautomobils Trabant erreichen zu können. Im Juli 1990 gründete sich die Sachsenring Automobilwerke GmbH. Am 30. April 1991 endete die Fahrzeugproduktion bei Sachsenring. Durch die Treuhandanstalt wurde bis Dezember 1993 der ehemalige VEB-Sachsenring abgewickelt und danach reprivatisiert. 

### Bevölkerungsentwicklung
| Datum             | Einwohnerzahl |
| ----------------- | ------------- |
| 31. Dezember 1998 | 3.391         |
| 31. Dezember 1999 | 3.403         |
| 31. Dezember 2000 | 3.407         |
| 31. Dezember 2001 | 3.343         |
| 31. Dezember 2002 | 3.614         |
| 31. Dezember 2003 | 3.686         |
| 31. Dezember 2004 | 3.696         |
| 31. Dezember 2005 | 3.793         |

| Jahr | Einwohnerzahl (Prognose) |
| ---- | ------------------------ |
| 2010 | 3.950                    |
| 2015 | 4.100                    |
| 2020 | 3.800                    |

Quelle: Städtebauliches Entwicklungskonzept der Stadt Zwickau 2020 (Stand: Juni 2006).

## Öffentliche Einrichtungen, Kultur und Freizeit

### Öffentliche Einrichtungen; Vereine
- Agentur für Arbeit Zwickau
- Fortuna 97 Pölbitz
- Pölbitzer SV
- Heimatverein Pölbitz e. V.
- 1. Asiatischer Kampfkunstverein Zwickau e. V.

### Kultur- und Sport
- Freibad 04-Bad, 1927 als Vereinsbad des SV Zwickau 04 eröffnet und nach der Zerstörung im Zweiten Weltkrieg im Jahr 1955 wieder eröffnet
- Konzert- und Ballhaus Neue Welt[8]
- August-Horch-Museum, auf dem Areal des ehemaligen Audi-Werkes

## Verkehr
Eisenbahn

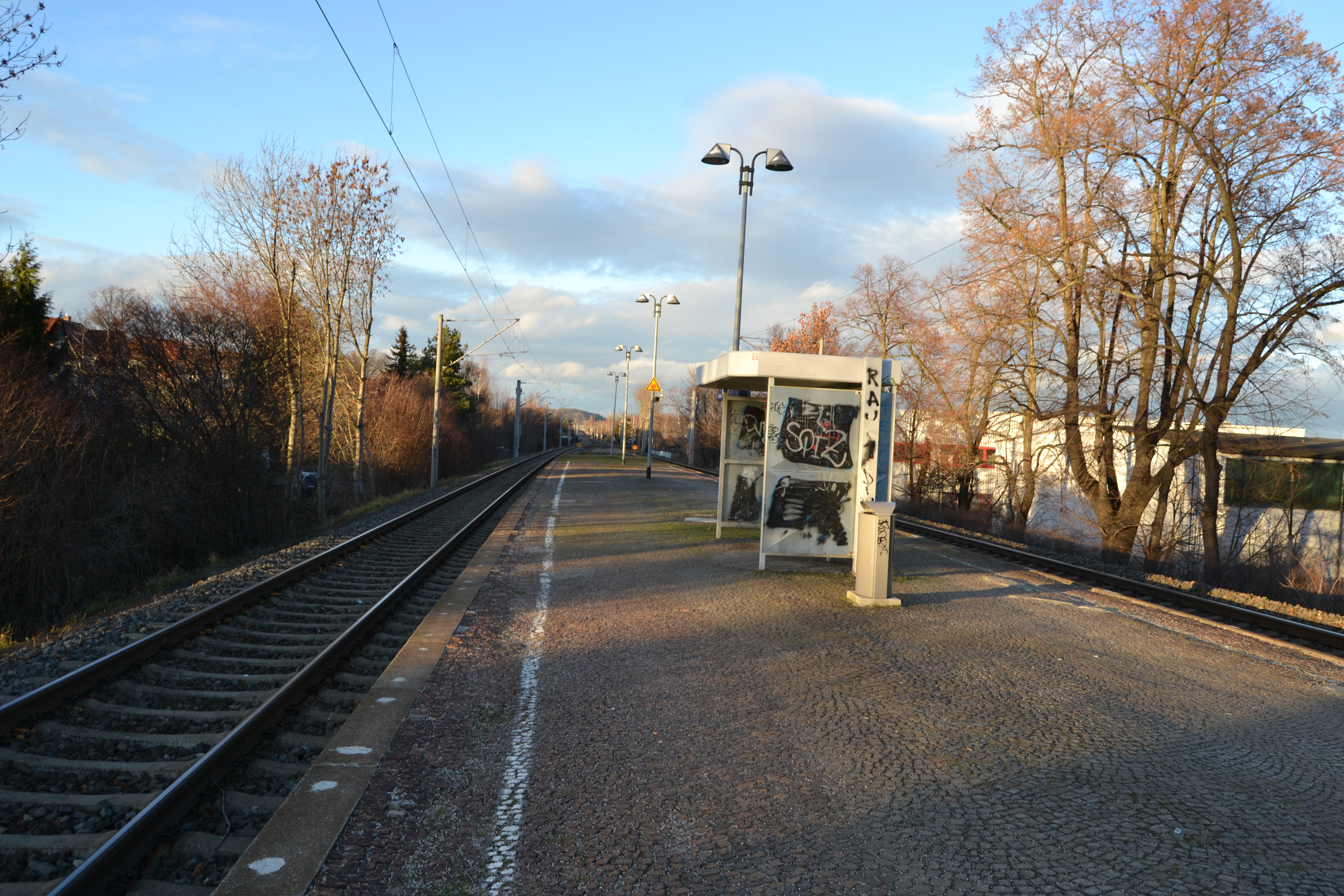
Haltepunkt Zwickau-Pölbitz

Der Haltepunkt Pölbitz an der Bahnstrecke Dresden–Werdau wurde am 1. April 1895 eröffnet. In diesem Jahr wurde Pölbitz nach Zwickau eingemeindet. Der Haltepunkt trug zunächst den Namen Zwickau Haltepunkt und ab 1911 den Namen Zwickau (Sa) Hp. 1924 wurde er in Zwickau-Pölbitz umbenannt. Durch die Industrialisierung war der Stadtteil Pölbitz stark gewachsen, fortan diente der Haltepunkt vor allem für den Berufsverkehr. Mit der Höherlegung der Eisenbahngleise in Zwickau wurde in Pölbitz von 1923 bis 1925 ein massives Empfangsgebäude gebaut. Seitdem der Haltepunkt nicht mehr mit Personal besetzt ist, steht das Gebäude leer.
Straßenbahn
In Pölbitz befindet sich der nördliche Endpunkt der Straßenbahn Zwickau. Der Stadtteil wird aktuell von den Linien 4 und 7 bedient.
Straße
Die Bundesstraße 93 lief vor der Neutrassierung über die durch Pölbitz führende Leipziger Straße.